# Viktor Borisovič Šklovskij
Viktor Borisovič Šklovskij (in russo Виктор Борисович Шкловский?; San Pietroburgo, 24 gennaio 1893 – Mosca, 6 dicembre 1984) è stato uno scrittore, critico letterario e sceneggiatore russo.

## Biografia
Tutte le notizie sulla vita di Viktor Šklovskij sono tratte dai suoi scritti autobiografici, soprattutto da Viaggio sentimentale del 1923 e C'era una volta del 1964, e dalla biografia che Serena Vitale scrisse in appendice al testo delle sue conversazioni con Šklovskij avvenute a Mosca dal 26 dicembre 1978 al 2 gennaio 1979.

### Ambiente familiare
Viktor Šklovskij nacque a San Pietroburgo in una famiglia della piccola borghesia. La famiglia paterna era di religione ebraica e nel XVIII secolo abitava a Uman', oggi in Ucraina, città dalla quale fuggirono nel 1766 a causa di un pogrom nel corso del quale i cosacchi uccisero in un solo giorno più di dodicimila ebrei. Suo padre Boris Vladimirovič Šklovskij era originario di Elizavetgrad ed era professore di matematica in una scuola media di cui peraltro era proprietario; sua madre, Varvara Karlovna Bundel' era figlia di un tedesco naturalizzato russo. Viktor Šklovskij era il minore di cinque figli, quattro dei quali morirono tragicamente. Tre dei suoi fratelli morirono poco dopo la rivoluzione d'ottobre: Nikolaj fu fucilato nel 1919; Evgenij, medico chirurgo, fu ucciso mentre assisteva dei feriti in un treno ospedale assalito da combattenti non ben identificati durante la guerra civile; la sorella Evgenija morì di stenti a Pietrogrado nel 1918; il fratello Vladimir, professore di francese all'Accademia teologica, fu fucilato invece più tardi, il 24 novembre 1937, dopo un lungo periodo di detenzione nei gulag.

### Giovinezza

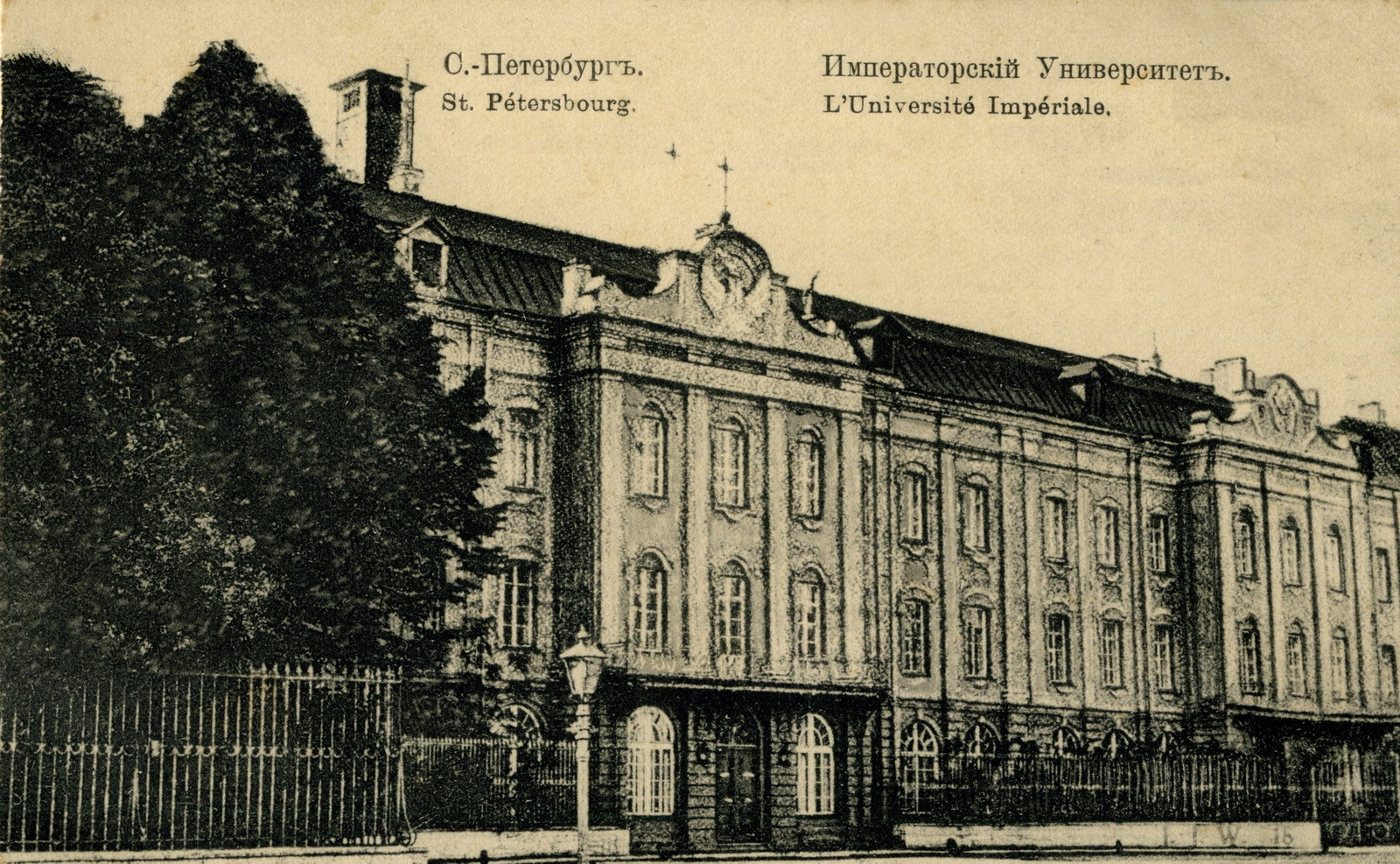
Università di San Pietroburgo

Durante l'adolescenza Šklovskij fu uno studente svogliato e poco brillante. Come ricorderà più tardi, lo «salvarono dalla disperazione» le letture dei classici russi: Tolstoj, Gogol' e Puškin. Conseguita la licenza di scuola media superiore nel 1913, Viktor Šklovskij si iscrisse alla facoltà di filologia classica dell'Università statale di San Pietroburgo dove fu allievo dello storico della letteratura russa Semën Afanas'evič Vengerov e soprattutto del linguista Baudouin de Courtenay. Contemporaneamente Šklovskij frequentava circoli culturali letterari che, nella Pietroburgo negli anni dieci del '900, si dividevano fra acmeisti e cubofuturisti. In quel periodo Šklovskij si cimentò anche in campi creativi come la poesia, la prosa e perfino la scultura. Nel 1914 pubblicò la sua prima opera, un libretto di 16 pagine intitolato La resurrezione della parola da inquadrare nel panorama di manifesti e proclami del cubofuturismo; in questo primo saggio Šklovskij anticipava l'idea dello "straniamento".

### 1914-1916

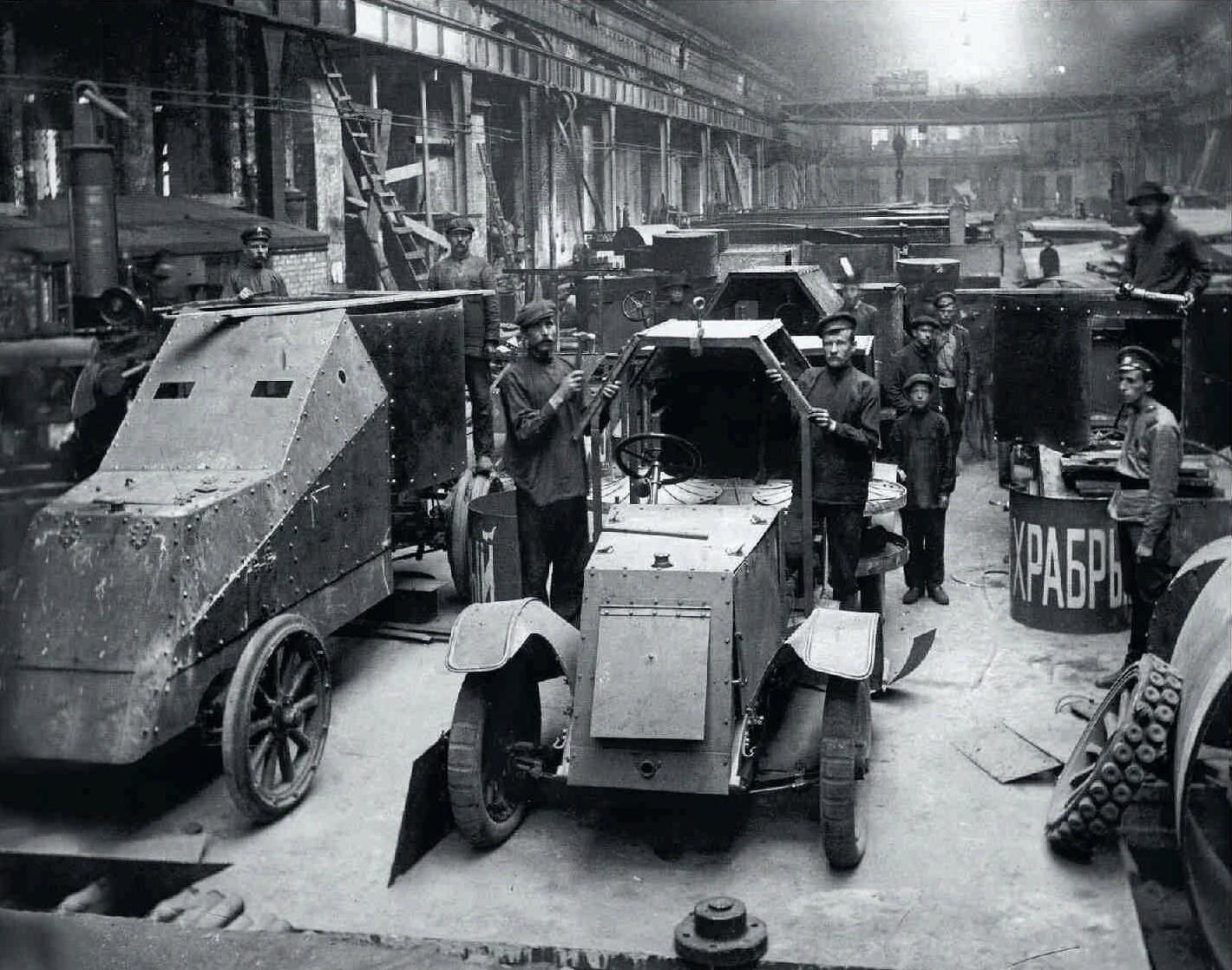
Automezzi militari russi utilizzati nella prima guerra mondiale

Nell'autunno del 1914, scoppiata la prima guerra mondiale, Šklovskij si arruolò volontario come soldato semplice. Autista, raggiunse per due volte il fronte. Nel 1916 venne assegnato, come istruttore, alla Scuola di automobilismo di San Pietroburgo, città che nel 1914 fu ribattezzata "Pietrogrado". In quel periodo Šklovskij fu anche uno dei promotori dell'Opojaz la "Società per lo studio del linguaggio poetico". La data di nascita dell'Opojaz non è accertabile con precisione; risale tuttavia al periodo bellico inoltrato, fra il 1915 e il 1916, quando Majakovskij era stabilmente a Pietrogrado come disegnatore all'Autocentro. Fu Majakovskij a presentare Šklovskij a Lili e Osip Brik la cui casa era il punto di riferimento per l'avanguardia cubofuturista. I primi saggi dei membri dell'Opojaz, e quindi anche quelli di Šklovskij, apparvero nei due Almanacchi sulla teoria del linguaggio poetico, pubblicati nel 1916 e nel 1917; questi saggi confluirono, dopo la rivoluzione d'ottobre, nell'almanacco Poetica pubblicato nel 1919.

### 1917-1918

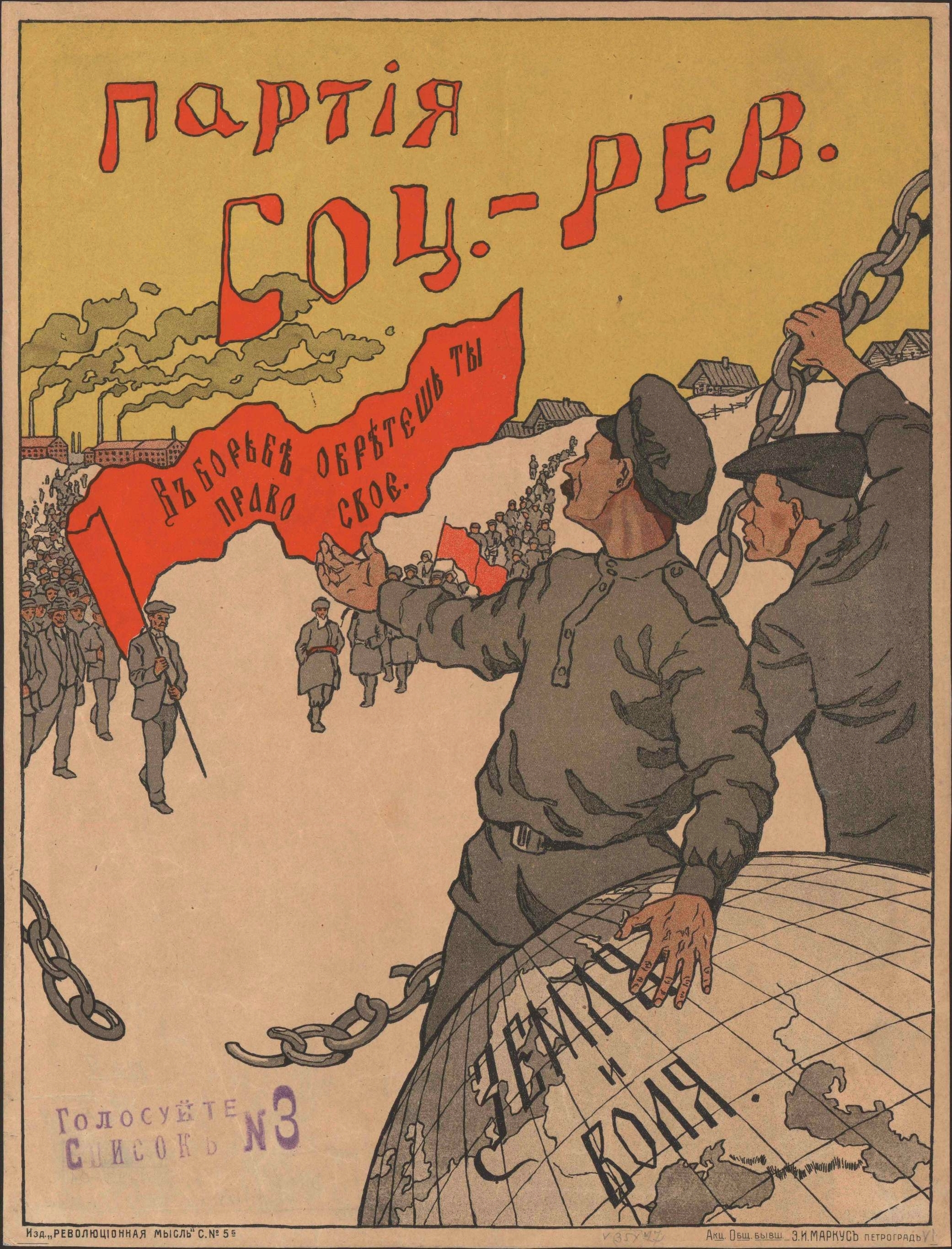
Manifesto elettorale del Partito Socialista Rivoluzionario (1917)

Šklovskij partecipò alla rivoluzione russa del febbraio 1917, si avvicinò quindi al Partito Socialista Rivoluzionario (PSR) e fu eletto in uno dei comitati rivoluzionari dell'esercito. Sostenitore della continuazione della guerra contro gli Imperi centrali, tornò al fronte e fu ferito al ventre mentre guidava il suo reparto in uno scontro vittorioso; sebbene congedato, ritornò al fronte per opporsi al colpo di mano di Kornilov. Fu poi inviato in Persia da dove organizzò il ritorno del suo reparto; e in Persia apprese della Rivoluzione d'ottobre. Il viaggio di ritorno fu molto lungo e difficile. Dopo aver fatto parte della commissione organizzata da Lunačarskij per la salvaguardia delle antichità, aderì all'«Unione per il Risorgimento», un'associazione avversa ai bolscevichi. Cominciò un periodo molto difficile per gli aderenti all'associazione, la quale fu poi dissolta e numerosi aderenti, fra cui suo fratello Nikolaj, furono giustiziati. Viktor Šklovskij, ricercato, riparò con documenti falsi dapprima a Saratov, poi ad Atkarsk, dove lavorò come calzolaio; infine, dopo un periodo di clandestinità a Mosca, si rifugiò in Ucraina. Anche in questo periodo turbolento non tralasciò gli studi letterari. Risalgono a questo periodo i saggi «Nesso fra l'impostazione della trama e i procedimenti stilistici in genere», «Della trama come manifestazione dello stile» e «La trama nella poesia». Dopo altre peripezie Šklovskij riuscì a ritornare in Russia in seguito all'intervento in suo favore di Maksim Gor'kij presso Sverdlov. 

### 1919-1922

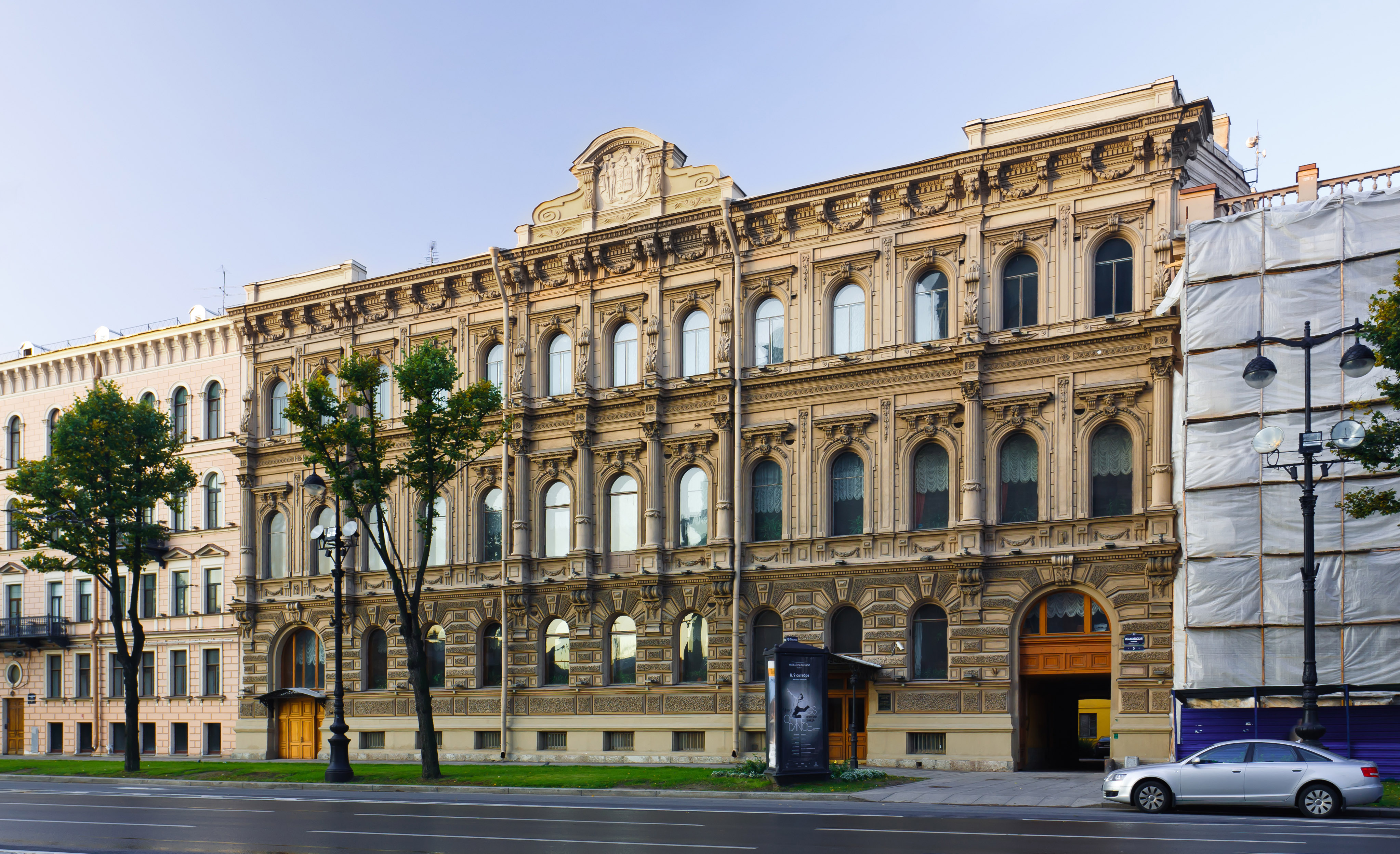
San Pietroburgo: "Casa delle arti"

Agli inizi del 1919 fu finalmente a Pietrogrado dove sposò Vasilisa Kordi, chiamata familiarmente Ljusja, e per sicurezza cambiò sui documenti il suo cognome con quello della moglie. L'inverno del 1919 nella Russia bolscevica fu tremendo per il freddo e la carestia: morirono di inedia la sorella Evgenija e una sua zia, ed egli stesso si ammalò gravemente. Eppure in questo periodo l'attività intellettuale di Šklovskij fu intensa: promosse l'Opojaz, scrisse recensioni e saggi per il giornale Vita dell'arte, organizzò corsi per nuovi traduttori per la casa editrice Letteratura universale voluta da Gor'kij, scrisse saggi quali Com'è fatto il Don Chisciotte e Il romanzo parodistico (Tristram Shandy). Con l'aiuto della moglie si trasferì a Cherson (Ucraina) dove si trovò coinvolto nuovamente in una guerra civile, venne nuovamente ferito e ritornò a Pietrogrado con la moglie. Dall'autunno del 1920 al marzo del 1922 Šklovskij si dedicherà alla letteratura in una relativa sedentarietà: abitò nella "Casa delle arti" di Pietrogrado assieme a un gruppo di giovani scrittori che nel 1921 formeranno l'associazione dei "Fratelli di Serapione", insegnò all'Istituto di storia delle arti, pubblicò articoli e libri "formalisti".

### 1922-1923

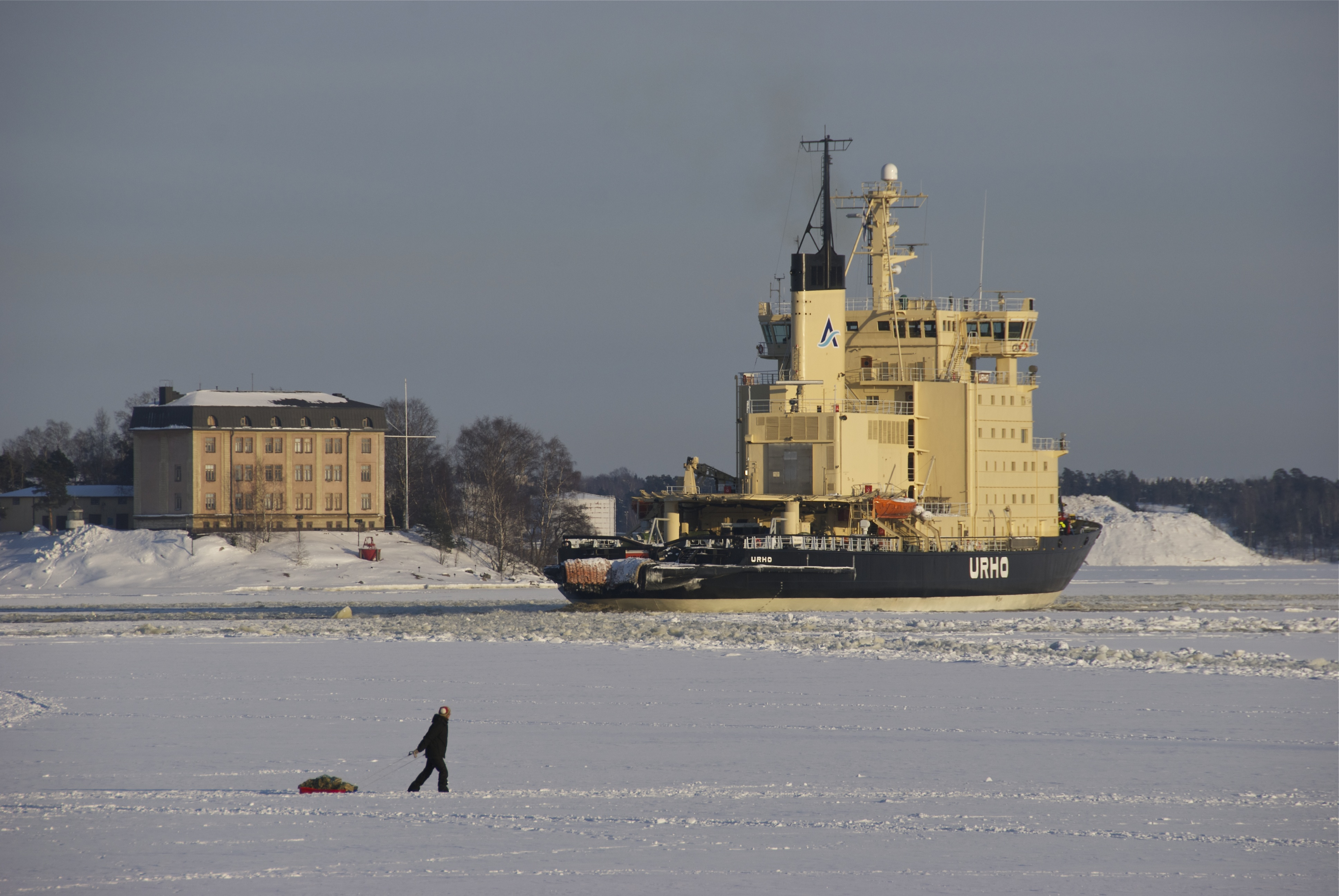
Golfo di Finlandia ghiacciato

Nel marzo del 1922 Šklovskij seppe che era ricercato dalla polizia politica: Grigorij Semënov, già dirigente del PSR e agente segreto del PCUS, aveva denunciato gli antichi compagni di partito in un libello pubblicato a Berlino col titolo Attività militare e sovversiva del Partito socialista rivoluzionario nel 1917-18. Senza neppure ritornare nella propria residenza alla "Casa delle arti", Šklovskij riuscì a espatriare, attraversando con uno slittino le acque ghiacciate del golfo di Finlandia, rifugiandosi dapprima in Finlandia e poi a Berlino dove scrisse in appena dieci giorni Viaggio sentimentale. A Berlino Šklovskij conobbe Elsa Triolet, destinataria di Zoo o lettere non d'amore che l'autore riconosceva come il libro "prediletto". A Berlino l'attivismo di Šklovskij fu intenso: nel 1923 pubblicò Viaggio sentimentale, scrisse e pubblicò Letteratura e cinematografo e Zoo o lettere non d'amore, curò una raccolta di scritti su Charlie Chaplin e partecipò all'almanacco Saggi sulla poetica di Puškin con un saggio sull'Eugenio Onegin. 

### 1924-1929

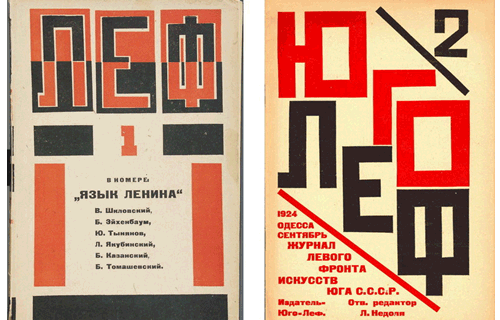
Copertina di Lef

Nel settembre del 1923, grazie all'intervento attivo di Majakovskij e di Gor'kij, in occasione di un'amnistia, Šklovskij poté finalmente ritornare in Russia. Si trasferì tuttavia con la moglie a Mosca, dove peraltro lavoravano ormai i suoi amici. Collaborò pertanto alla rivista Lef del Fronte di Sinistra delle Arti dove «si cercava nuove frontiere per un'arte sempre più intesa come capacità di trasformare la vita, come forma di lavoro e produzione ( [...] ) nel campo della pittura, della letteratura, del cinema». Su Lef apparve a puntate anche il romanzo Iprite, scritto "a quattro mani" con Vsevolod Ivanov, con cui Šklovskij e Ivanov tentavano di ridar vita al genere del romanzo d'avventure. Oltre al lavoro letterario (recensioni, saggi, articoli) Šklovskij si dedicò al cinema, dapprima come scrittore di didascalie nei film muti, in seguito come sceneggiatore fra i quali divenne ben presto uno dei più prolifici e apprezzati, avendo così occasione di lavorare a fianco di uomini come Room, Pudovkin, Kulešov, Ėjzenštejn o Vertov. Sul cinema Šklovksij scrisse in questo periodo anche numerosi saggi interessandosi dei più disparati argomenti: delle tecniche di montaggio, delle fabbriche di eccentrismo, dei «cineocchi», del cinema «letterario» e non, del cinema «recitato» e non, e soprattutto ricercando lo «specifico cinematografico», un linguaggio che raggiunga la stessa percettibilità di quello letterario tramite la creazione di un rapporto tra l'oggetto e l'inquadratura. A stretto contatto con l'avanguardia futurista si pose sempre come intellettuale polemico e provocatorio. Sull'esempio dell'arte di Sterne nelle sue opere, sia narrative che saggistiche e memorialistiche egli è portato ad essere sempre digressivo e, sull'esempio della scrittura di Rozanov, ad essere frammentario.

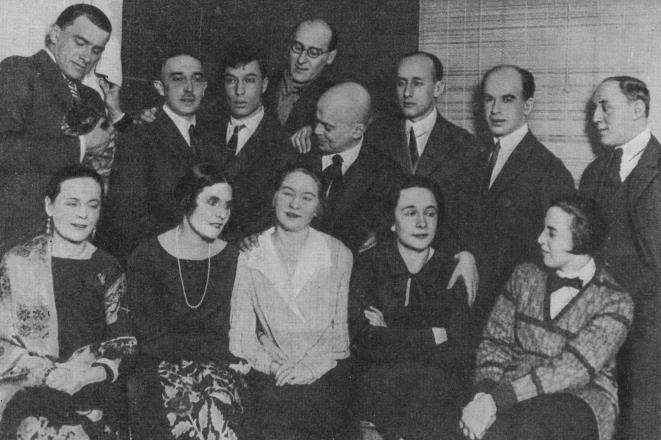
In piedi, da sinistra a destra: Majakovskij, Osip Brik, Boris Pasternak, Tret’âkóv, Viktor Šklovskij, Lev Grinkrug, Osip M. Beskin, P. V. Neznamov. Sedute, da sinistra a destra: Elsa Triolet, Lili Brik, R. S. Kushner, Evgenija Vladimirovna Pasternak, Olga Tret’âkóva. (Fotografia del 1925 circa)

Nel 1924 nacque suo figlio Nikita, mentre la figlia Varvara nascerà nel 1927; Nikita morirà in guerra nel 1945. Il 1924 segnò, per Šklovskij, anche l'iniziale allontanamento dal formalismo; tuttavia l'anno successivo pubblicherà Teoria della prosa. La letteratura, vista da Šklovskij come arte della parola, mostrava di essere incompatibile con la critica marxista. La lettura del suo libro autobiografico Terza fabbrica (in russo Третья Фабрика?, Tret'â Fabrika) mostra, secondo Serena Vitale, «un'insicurezza metodologica, l'incapacità di orientarsi lucidamente e con cognizione di causa nel sempre più intenso dibattito tra scuola morfologica e metodo del materialismo dialettico. ( [...] ) Accetta di assumere le famigerate "categorie extraestetiche", punto dolente del dibattito formalismo/marxismo, come possibile "causa" dei mutamenti dell'arte, e insieme ammette l'impossibilità di stabilire un netto confine tra "arte e vita".». Nel saggio su Guerra e Pace del 1928 Šklovskij prese in considerazione anche l'analisi sociale: il romanzo-epopea di Tolstoj è il risultato dell'interazione dialettica tra "classe" e "genere". 

### 1930-1953

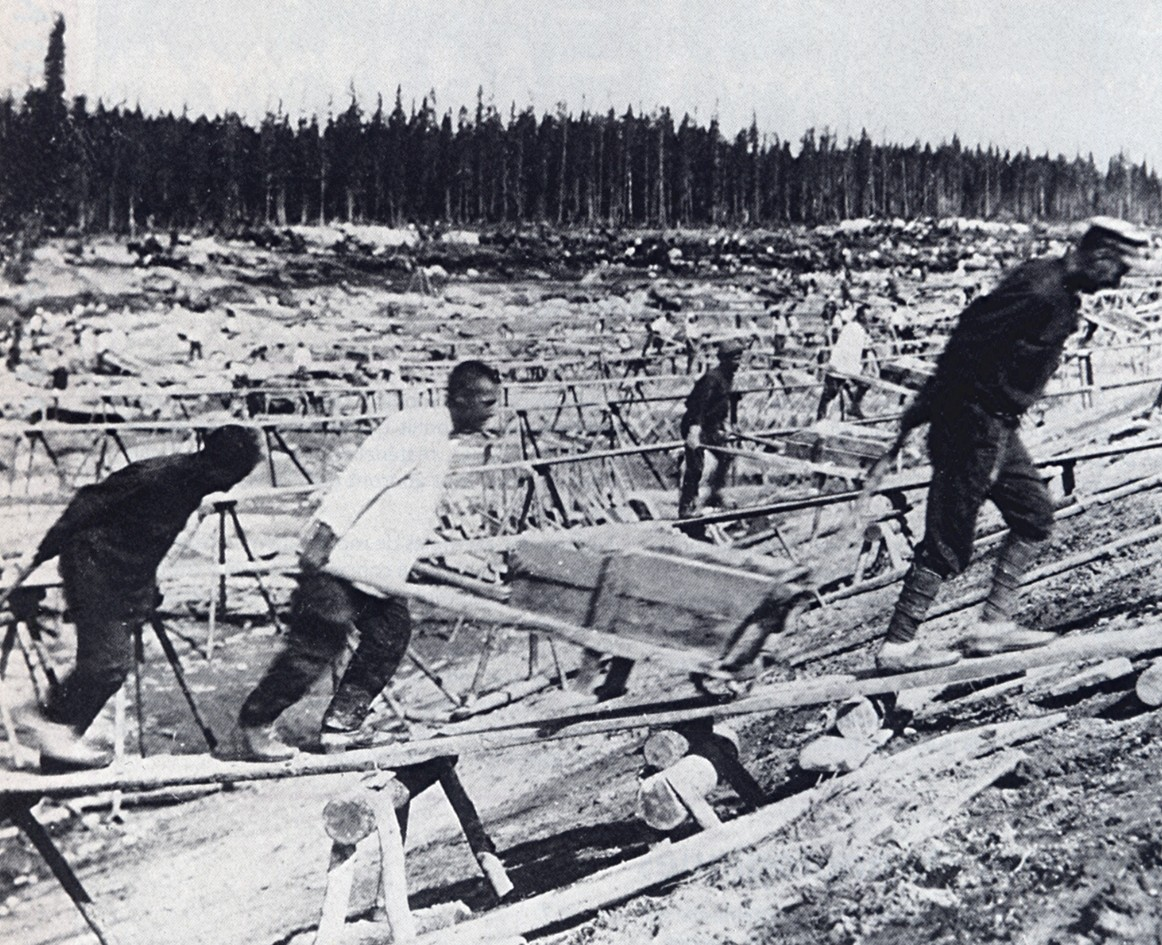
Prigionieri politici al lavoro nel 1932

Dai primi anni trenta crebbe in Unione Sovietica la repressione stalinista del dissenso politico. Šklovskij farà un'autocritica, dichiarando nell'articolo Monumento a un errore scientifico (in russo Памятник научной ошибке?, Pamâtnik naučnoj ošibke) pubblicato sulla Literaturnaja gazeta di gennaio 1930 che, per quanto lo riguarda, «il formalismo è una cosa del passato». 
L'attività di Šklovskij si concentrò essenzialmente sulla scrittura di opere di narrativa, sceneggiature per il cinema e di biografie, come quelle dedicate a Majakovskij e ad Ėjzenštejn, nei quali emergeva «la volontà di ricordare il fermento creativo degli anni Venti in Unione Sovietica». Nel 1934 Šklovskij si recò insieme a Gor’kij a visitare i cantieri del Belomorkanal, il canale fra il Mar Baltico e il Mar Bianco che si stava costruendo col lavoro forzato dei detenuti dei Gulag fra i quali c’era anche suo fratello Vladimir il quale sarà giustiziato nel 1937. Viktor Šklovskij, assieme a Gor’kij e a molti altri dovrà collaborare a un'opera (Il Canale Stalin mar Bianco-Baltico, Mosca, Edizioni dello Stato, 1934) dove si celebravano le virtù rieducative del lavoro socialista. Šklovskij riuscirà in qualche modo a superare le ondate di terrore che si susseguono fino alla morte di Stalin nel 1953. Nina Berberova ricorda che a Šklovskij fu vietato di scrivere per venticinque anni. Particolarmente pericoloso fu l'attacco dello zelante stalinista Simonov il quale in un articolo del 1949 denunciò l'autore de Il punteggio di Amburgo come antipatriotico e antisovietico; si osservi l'accenno al cosmopolitismo nel titolo dell'articolo di Simonov: nei primi anni cinquanta il clima culturale in URSS è dominato da nuove repressioni e da campagne antisemite mascherate da «lotta contro il cosmopolitismo senza radici». In quegli anni Šklovskij mantenne un atteggiamento nicodemita: si è prestato ad alcune operazioni di facciata, come il libro sul Belomorkanal del 1934 o nel 1958 una lettera contro l'assegnazione del Nobel a Boris Pasternak, non fece tuttavia carriera nelle istituzioni sovietiche e svolse talora azioni coraggiose come l'aver ospitato ripetute volte nella propria abitazione di Mosca Osip Ėmil'evič Mandel'štam o aver scritto in difesa di Arkadij Belinkov, un suo studente finito nel Gulag. Dirà nel 1968 a Enzo Roggi che «gli era andata bene, per una piccola parte, grazie alla sua capacità di gestire il rapporto col potere e, per massima parte, grazie alla fortuna, cioè al fatto che gli eventi e la rozzezza del potere avevano relegato la sua opera tra gli oggetti insignificanti e ininfluenti».

### 1953-1984

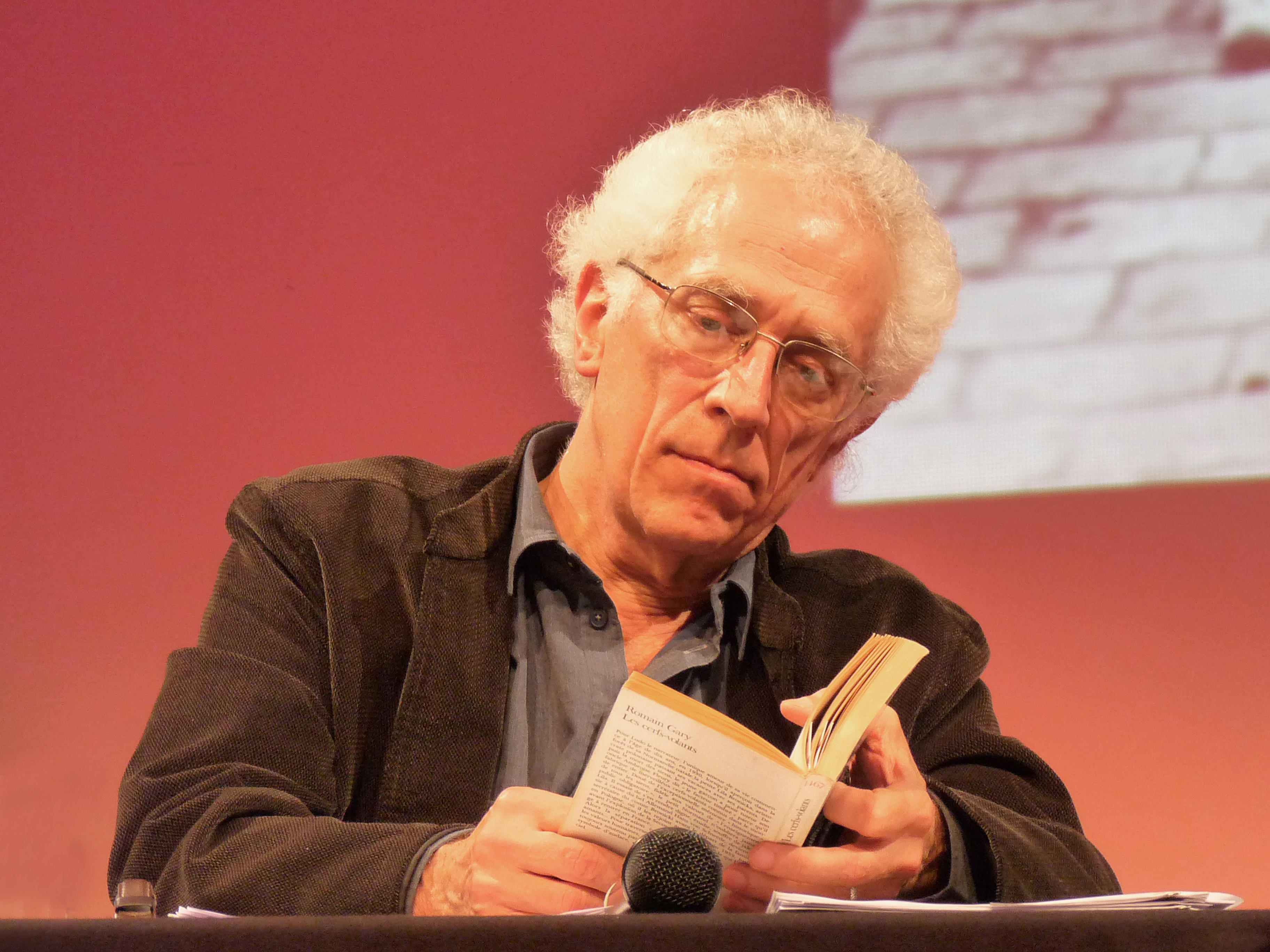
Tzvetan Todorov (Foto del 2011)

Nella seconda metà degli anni Cinquanta, con l'avvento del Disgelo e la condanna degli eccessi dello stalinismo, «Šklovskij ha ripreso a scrivere di teoria letteraria e delle proprie memorie, che sono in fondo due generi per lui quasi equivalenti», giudizio quest'ultimo espresso anche da Angelo Maria Ripellino: «Nelle pagine di questo scrittore il materiale narrativo s'intreccia con la teoria letteraria. Non ci sono limiti per lui tra indagine scientifica e romanzo. La sua prosa risulta da una serie di feuilletons, aneddoti, istantanee, frottole, sentenze sul metodo formale». Negli anni sessanta la pubblicazione dell'antologia I formalisti russi a cura di Todorov nel 1965 portò alla "scoperta" dei formalisti russi, e di Šklovskij in particolare, in Europa. In Italia fu pubblicata la traduzione di Teoria della prosa nel 1966, circa quarant'anni dopo l'edizione in lingua russa. Teoria della prosa divenne «un libro necessario». Furono pubblicate anche le traduzioni delle opere di narrativa di Šklovskij e interviste con Šklovskij, ad opera per esempio ad opera di Alberto Arbasino, Serena Vitale o di Enzo Roggi. Nel 1983 Šklovskij curò una nuova edizione in lingua russa di Teoria della prosa, notevolmente differente dalle due precedenti, contenente saggi nuovi o inediti. Nella vita privata, nel 1956, dopo aver divorziato da Vasilisa, sposò Serafima Gustavovna Suok, vedova del poeta Vladimir Narbut. Šklovskij morì infine a Mosca all'età di 91 anni.

## Opere
Una bibliografia completa dell'opera letteraria di Viktor Šklovskij, comprese le sceneggiature cinematografiche, e una bibliografia critica esaustiva su Viktor Šklovskij, è stata fatta da Richard Sheldon nel 1977.
- Voskresenie slova, 1914; titolo in italiano Resurrezione della parola (estratto tr. in La semiotica nei Paesi slavi, a cura di Carlo Prevignano, Milano: Feltrinelli, 1979, pp. 101-08). Questo opuscolo «può essere considerato l'atto di nascita della scuola formalistica russa»[40].
- Iskusstvo kak priëm, 1917; titolo in italiano L'arte come procedimento (tr. in I formalisti russi, a cura di Tzvetan Todorov, Torino: Einaudi, 1968, pp. 73-94)
- Rozanov: iz knigi "Sjužet kak javlenie stilja", 1921; titolo in italiano: "L'intreccio come fenomeno di stile"
- Sentimental'noe putešestvie, 1923; titolo in italiano: Viaggio sentimentale. Ricordi 1917-1922 (tr. Maria Olsoufieva, Bari: De Donato, 1966; Milano: SE, 1991; tr. Mario Caramitti, a cura di Serena Vitale, Milano: Adelphi, 2019)
- O zadačach stilistiki, 1923; titolo in italiano: L'analisi stilistica (tr. Gian Luigi Bravo, in I formalisti russi, cit., pp. 109-24)
- Zoo. Pis’ma ne o lûbvi ili Tret'â Èloiza, 1923; titolo in italiano: Zoo o lettere non d'amore, (tr. Sergio Leone e Sergio Pescatore, Torino: Einaudi, 1966, 1979; tr. Maria Zalambani, Palermo: Sellerio, 2002)
- Literatura i kinematograf, 1923; titolo in italiano: Letteratura e cinema (tr. in I formalisti russi nel cinema, a cura di Giorgio Kraiski, Milano: Garzanti, 1971, pp. 99-144)[50]
- Chod Konja. Sbornik statej, 1923; titolo in italiano: La mossa del cavallo. Libro di articoli, 1923 (tr. Maria Olsoufieva, Bari: De Donato, 1967)
- O teorija prozy , 1924; titolo in italiano: Teoria della prosa (tr. parziale di Marija Olsuf'eva, Bari: De Donato, 1966; Milano: Garzanti, 1974; tr. integrale di Cesare G. de Michelis e Renzo Oliva, Torino: Einaudi, 1976, 1981, 1991, con un saggio di Jan Mukařovský; tr. di Cesare G. de Michelis e Renzo Oliva, con una prefazione di Šklovskij e un saggio di Jan Mukařovský, Macerata: Quodlibet, 2025)
- Iprite, 1925, romanzo scritto con Vsevolod Ivanov (tr. Giulietta Greppi, Bologna: Meridiano Zero, 2013)
- Tret'ja fabrika , 1926; titolo in italiano: La terza fabbrica[30]
- Mater'jal i stil' v romane L'va Tolstogo "Vojna i mir", 1928; titolo in italiano: Materiale e leggi di trasformazione stilistica in "Guerra e pace" di L. N. Tolstoj (tr. M. Guerrini, Parma: Pratiche, 1978; , tr. di Salvatore Celestini, Roma: Elliot, 2014, con introduzione di Lucio Villari, ISBN 978-88-6192-560-1)
- Stroenie rasskaza i romana, 1929; titolo in italiano: La struttura della novella e del romanzo (tr. in I formalisti russi, cit., pp. 205-29)
- Matvej Komarov: žitel' goroda Moskvy, 1929
- Kratkaja, no dostovernaja povest o dvorjanine Bolotove, 1930
- Technika pisatel'skogo remesla, 1930
- Zemli razvedčik: istoričeskaja povest (Marco Polo), 1931; titolo in italiano: Marco Polo (tr. Maria Olsufieva, Milano: Oscar Mondadori, 1972, 1982; Macerata: Quodlibet, 2017, con una nota di Giovanni Maccari)
- Zitie archierejskogo sluzki, 1931
- Čulkov i Levšin, 1933
- Žizn' hudožnika Fedotova, 1936
- Zametki o proze Puskina, 1937 (poi in Zametki o proze russkih klassikov. O proizvedenijah Puškina, Gogolja, Lermontova, Turgeneva, Gončarova, Tolstogo, Čehova, 1955)
- Majakovskij, 1940 (tr. Maria Olsoufieva, Milano: Il Saggiatore, 1967)
- Minin i Požarskij, 1940
- Saggio introduttivo a Ivan Turgenev, Memorie di un cacciatore, tr. Clara Coisson, Torino: Einaudi, 1950
- O masterah starinnyh. 1714-1812, 1953
- Za i protiv. Zametki o Dostoevskom, 1957; titolo in italiano: Pro e contro. Osservazioni su Dostoevskij
- Saggi sulla prosa d'arte, 1959
- Lev Tolstoj, 1963 (tr. Maria Olsoufieva, Milano: Il Saggiatore, 1978)
- Žili-byli, 1964; titolo in italiano: C'era una volta (tr. Sergio Leone, Milano: Il Saggiatore, 1968)[2]
- I fratelli di Serapione, a cura di Maria Olsoufieva, Bari: De Donato, 1967 (antologia di scritti di Šklovskij, Grudzev, Lunc, Ivanov, Fedin, Nikitin, Kaverin, Slonimskij, Zamjatin, Zoščenko e Tichonov)
- Gamburgskij sčët, 1968; titolo in italiano: Il punteggio di Amburgo (tr. Maria Olsoufieva, Bari: De Donato, 1969)
- Introduzione a Jurij Nikolaevič Tynjanov, Avanguardia e tradizione, tr. Sergio Leone, Bari: Dedalo, 1968
- Lettura del Decameron: dal romanzo d'avventura al romanzo di carattere, tr. Alessandro Ivanov, Bologna: Il mulino, 1969 (da Chudožestvennaja prosa)
- Tetiva. O neschodstve schodnogo, 1970; titolo in italiano: Simile e dissimile. Saggi di poetica (tr. Erica Klein, Milano: Mursia, 1982)
- Kniga ob Eizenstejne, titolo italiano: Sua maestà Ėjzenštejn: biografia di un protagonista, 1973 (tr. Pietro Zvzteremich, Bari: De Donato, 1974; tr. parziale Nascita e morte di Sergej M. Ėjzenštejn, Torino-Enna: Aleph, 1992; tr. parziale Il Leone di Riga: Sergej M. Ejzenstejn, a cura di Liborio Termine, Torino: Testo e immagine, 1998)
- Saggio in Aleksandr Petrovič Dovženko, Memorie di fuoco, a cura di Umberto Silva con la collaborazione di Michele Mancini, Alessandro Cappabianca e Rita Giuliani, Milano: Mazzotta, 1973
- Sobranie sočinenij v treh tomah, 1973-74; titolo in italiano Opere saggistiche in tre volumi:
  - 1. Povesti, Rasskazy
  - 2. Lev Tolstoj
  - 3. O Majakovskom; Za i protiv; Dostoevskij; Iz povestej o proze; Tetiva
- Testimone di un'epoca: conversazioni con Serena Vitale, Roma: Editori Riuniti, 1979
- Prefazione a Jurij Karlovič Oleša, Nessun giorno senza una riga, a cura di Costantino Di Paola, Milano: Garzanti, 1981
- Energija zabluždenija. Kniga o sjužete, 1981; titolo in italiano: L'energia dell'errore. Libro sul soggetto (tr. Maria Di Salvo, Roma: Editori Riuniti, 1984)
- Prefazione a Jurij Karlovič Oleša, Nessun giorno senza una riga, a cura di Costantino Di Paola, Milano: Garzanti, 1981
- Izbrannoe v dvuh tomah, 1982; titolo in italiano: Opere scelte in due volumi:
  - 1. Povesti o proze: razmyslenija i razbory
  - 2. Tetiva: o neshodstve shodnogo; Energija zabluždenija: kniga o sjužete
- "Al cinema ho dato metà della mia vita". Conversazione con Šklovskij, a cura di Luigi Magarotto, "Cinema & Cinema", n. 47, 1986, pp. 5-10 e n. 48, 1987, pp. 45-50
- Articoli in appendice a I formalisti russi nel cinema, a cura di Giorgio Kraiski, Milano: Garzanti, 1987
- Postfazione a Lev Tolstoj, Guerra e pace, tr. Erme Cadei, introduzione di Giovanni Giudici, Milano: Oscar Mondadori, 1995
- Il mestiere dello scrittore e la sua tecnica, tr. Pia Pera, con saggi di Vittorio Strada ed Emanuele Trevi, Firenze: Liberal libri, 1999
- Introduzione a Lev Tolstoj, La sonata a Kreutzer, con uno scritto di Stefan Zweig, Milano: Oscar Mondadori, 2003
- Sul cinema: saggi, recensioni, essais, a cura di Damiano Rebecchini, Trento: Temi, 2009
- Sobranie sočinenij, a cura di Il'ja Kalinin
  - 1. Revoljucija, 2018

## Sceneggiature
- La baia della morte (Buchta smerti) (1926), regia di Abram Matveevič Room (scritto da Boris Leonidov, Šklovskij ne disegna i titoli)
- Il traditore (Predatel) (1926), regia di Abram Room
- Le ali del servo (in russo Крылья холопа?, Kryl'ja cholopa) (1926), regia di Jurij Tarič (revisione)
- Secondo la legge (Po zakonou) (1926), regia di Lev Vladimirovič Kulešov (tratto da Jack London)
- La prostituta (Prostitutka) (1927), regia di Oleg Nikolaevič Frelich
- Letto e divano (1927), regia di Abram Room
- Schastlivyje cherepki (1927), regia di Eduard Ioganson
- Evrei na zemle (1927), regia di Abram Room (documentario)
- Uchaby (1928), regia di Abram Room
- La casa sulla Trubnaja (Dom na Trubnoj) (1928), regia di Boris Vasil'evič Barnet
- Kazakebi (1928), regia di Vladimir Barskij (tratto da Tolstoj)
- Kapitanskaja dočka (1928), regia di Jurij Tarič (tratto da Puškin)
- Dva bronevika (1928), regia di Semën Alekseyevič Timošenko
- Krazana (1928), regia di Kot'e Marjanishvili (tratto da Ethel Voynič)
- Ledyanoy dom (1928), regia di Konstantin Vladimorovič Eggert (tratto da Ivan Ivanovič Lažečnikov)
- Akhalgazrdoba imardjvebs (1928), regia di Mikheil Gelovani (sceneggiatura di Giorgi Mdivani da un'idea di Šklovskij)
- L'ultima attrazione (Poslednij attrakcion) (1929), regia di Ivan Konstantinovič Pravov e Ol'ga Ivanovna Preobraženskaja
- Turksib (1929), regia di Viktor Alexandrovič Turin (documentario)
- Amerikanka (1930), regia di Leo Esakia
- Mamobili (1931), regia di Grigori Lomidze
- Myortvyy dom (1932), regia di Vasilij Fyodorov (anche attore, tratto da Dostoevskij)
- Gorizont (1932), regia di Lev Kulešov
- Belomorsko-Baltijskij Vodnyj Put (1932), regia di Aleksandr Lemberg (documentario)
- Minin e Požarskij (Minin i Požarskij) (1939), regia di Vsevolod Illarionovič Pudovkin
- Trofei velikih bitv (1943), regia di Igor Andreevič Savčenko (documentario)
- Alisher Navoy (1948), regia di Kamil Yarmatov
- Dalyokaya nevesta (1948), regia di Evgenij Alekseevič Ivanov-Barkov
- Chuk i Gek (1953), regia di Ivan Lukinskij (tratto da Arkadij Petrovič Gajdar)
- Il Tafano (Ovod) (1955), regia di Aleksandr Michajlovič Fajncimmer (tratto da Ethel Voynič)
- Kazaki (1961), regia di Vasilij Prokhorovič Pronin (tratto da Tolstoj, presentato al Festival di Cannes 1961)
- Tri tolstyaka (1963), regia di Valentina e Zinaida Brumberg (film d'animazione, tratto da Jurij Karlovič Oleša)
- Skazka o zolotom petuške (1967), regia di Alexandra Snežko-Blotskaya (film d'animazione, tratto da Puškin)
- Ballata su Bering e i suoi amici (in russo Баллада о Беринге и его друзьях?, Ballada o Beringe i ego druz'jach) (1970), regia di Jurij Afanas'evič Švyryov